# Liste der Monuments historiques in Serris
Die Liste der Monuments historiques in Serris führt die Monuments historiques in der französischen Gemeinde Serris auf.

## Liste der Objekte
| Bezeichnung | Beschreibung                                   | Standort | Kennzeichnung | Schutzstatus | Datum | Bild |
| ----------- | ---------------------------------------------- | -------- | ------------- | ------------ | ----- | ---- |
| Glocke      | Bronze, 1792 gegossen; in der Kirche St-Michel | (Lage)   | PM77001671    | Classé       | 1942  |      |